# Johann Maria Farina gegenüber dem Jülichs-Platz
Johann Maria Farina gegenüber dem Jülichs-Platz GmbH (letteralmente Giovanni Maria Farina di fronte allo Jülichs-Platz) è la più antica fabbrica di profumo al mondo. Fondata a Colonia il 13 luglio 1709 da Giovanni Battista Farina, fratello del profumiere italiano Giovanni Maria Farina, l'azienda produce da più di 300 anni l'Eau de Cologne.
Simbolo dell'azienda è il tulipano rosso, il nome venne usato a lungo nella sua traduzione francese Jean Marie Farina vis à vis la place Juliers depuis 1709 oppure nella sua abbreviazione Farina gegenüber.

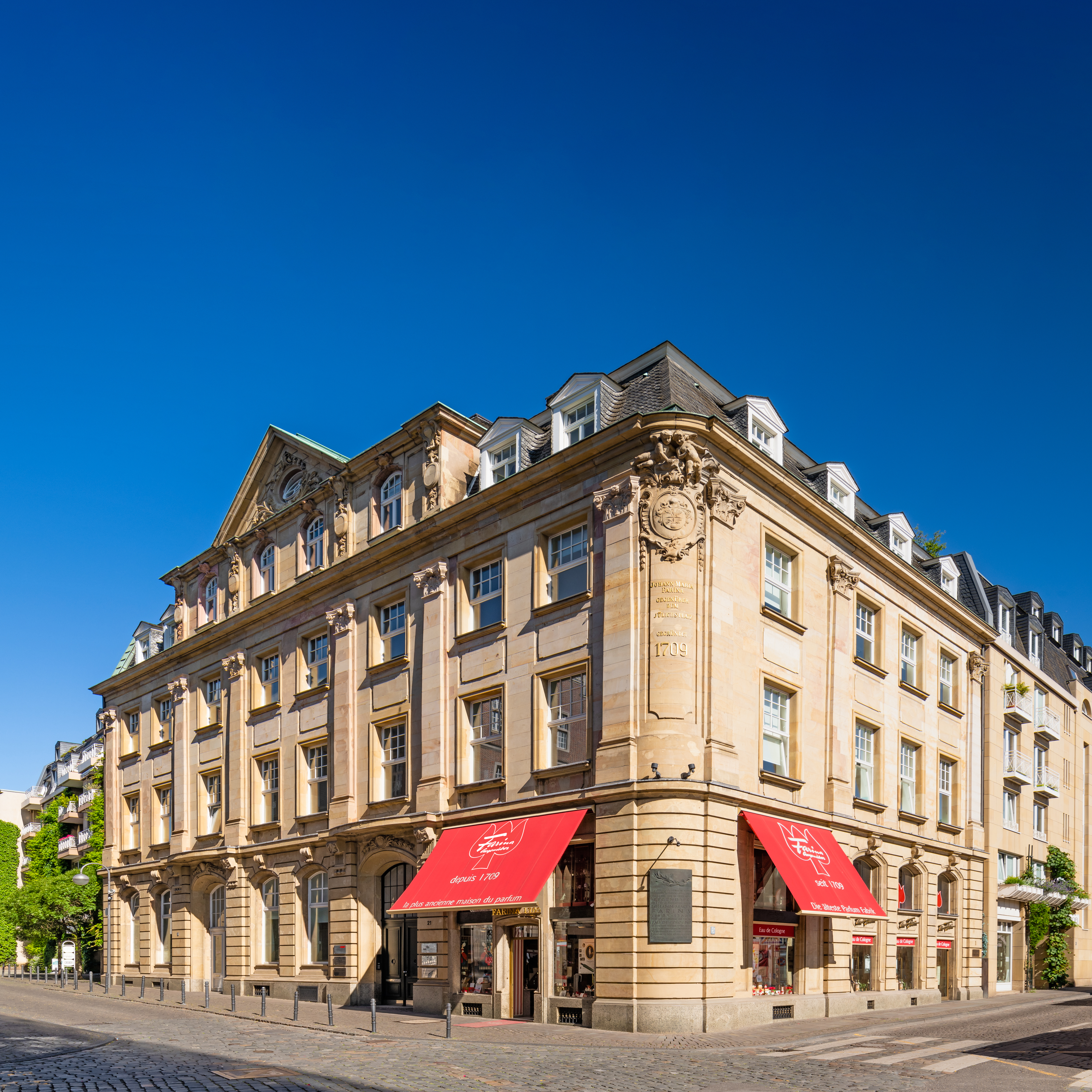
Farina in Colonia

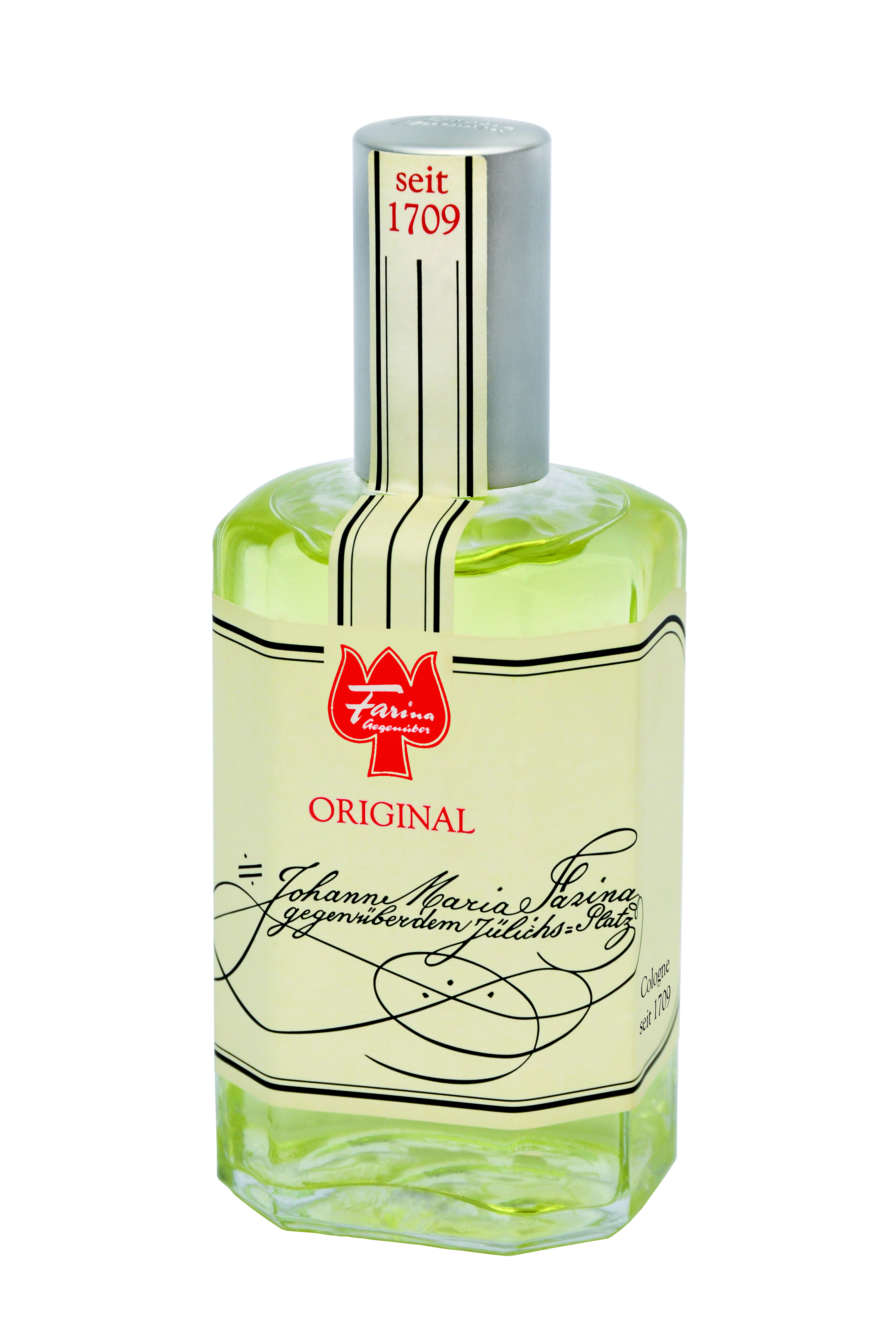
Original Eau de Cologne

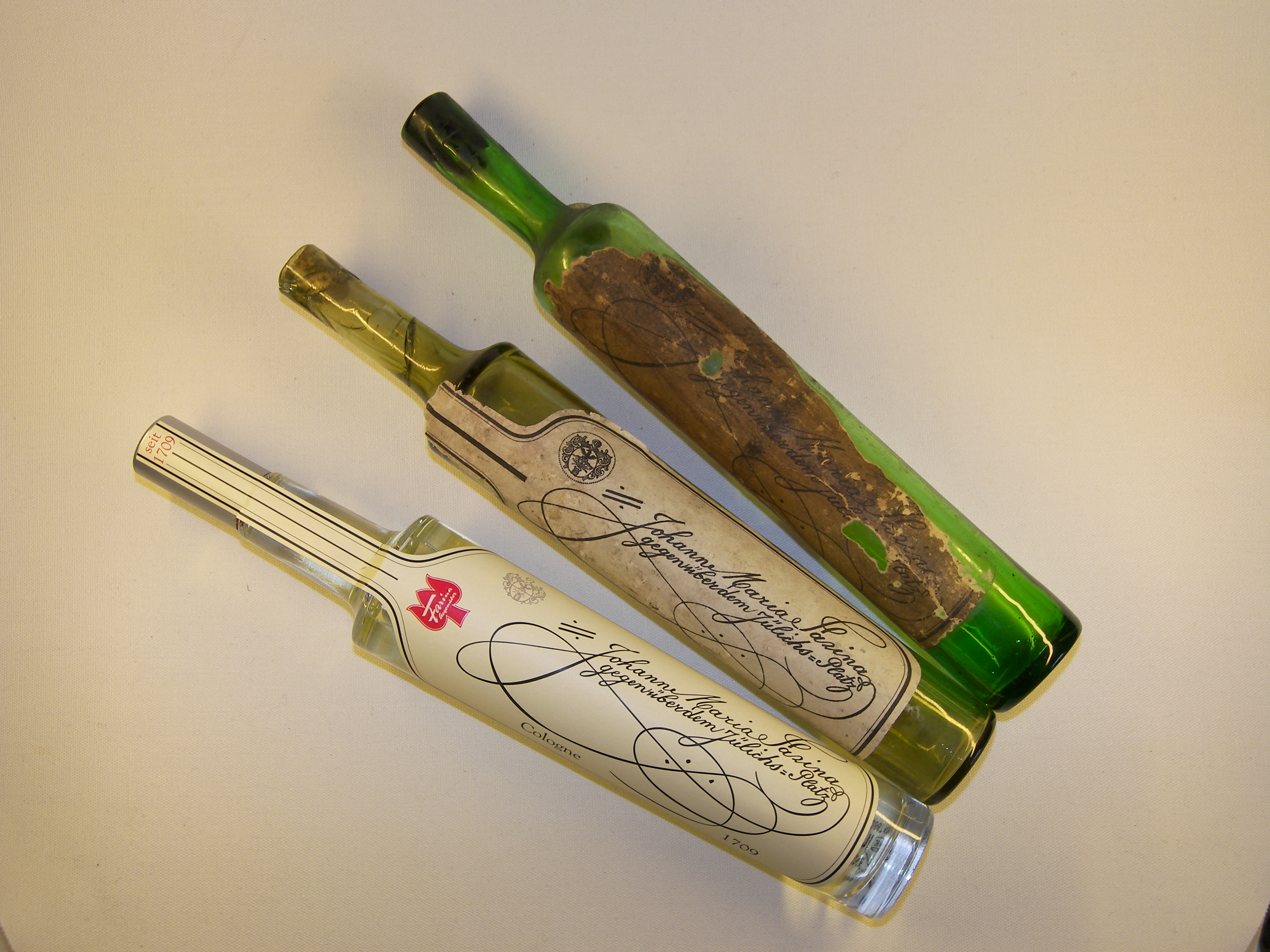
Eau de Cologne Rosoli

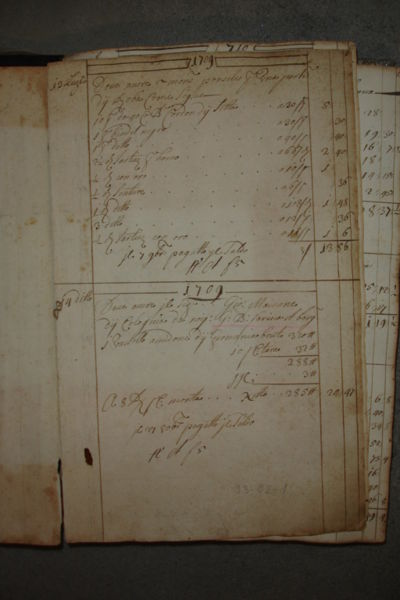
Inizio della registrazione dei documenti. Libro giornale datato 13 luglio 1709

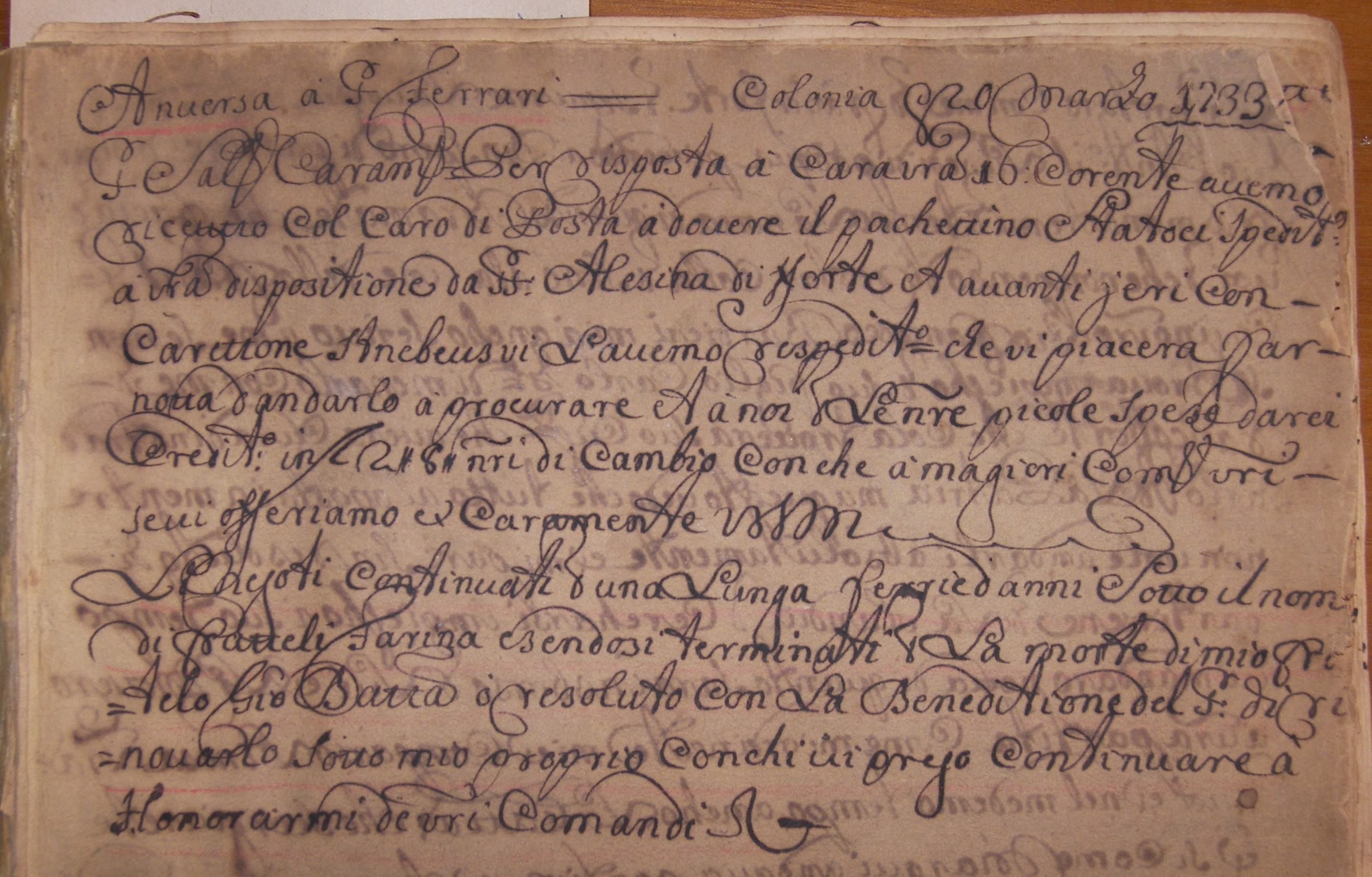
Ferarri del 20.03.1733

Farina venne nominato, nel corso di decenni, fornitore ufficiale di numerosissime corti europee. Oggi la fabbrica di profumo è diretta dal quinto pronipote del fondatore, guida dell'ottava generazione della famiglia Farina. Casa Farina è la casa natale dell'Eau de Cologne e nella sua sede di Colonia è ubicato il Museo del profumo, esposizione dettagliata che racconta la storia del profumo più famoso del mondo.

## Storia dell'azienda

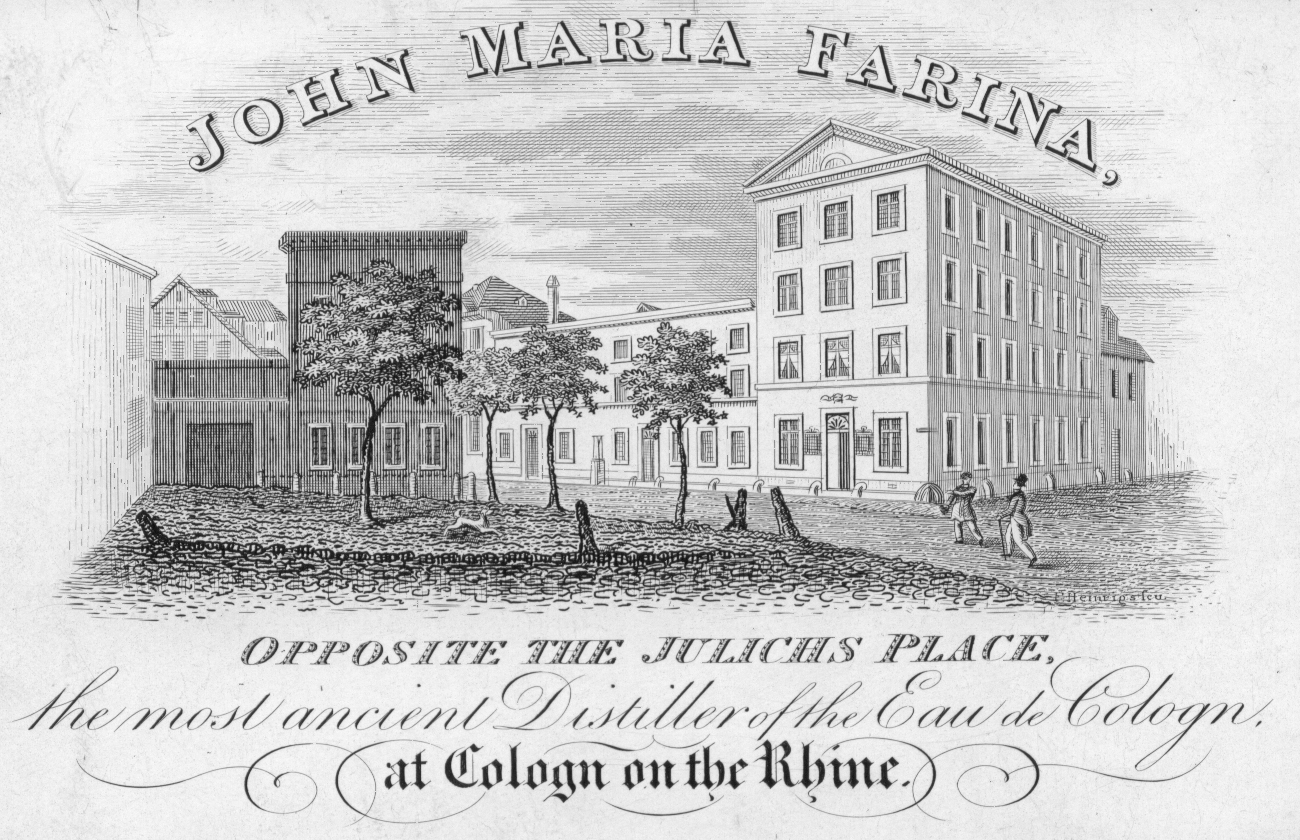
Immagine della Farina House

### Dalle origini alla morte di Giovanni Maria Farina, il profumiere (I), 1709–1766

#### Precursori

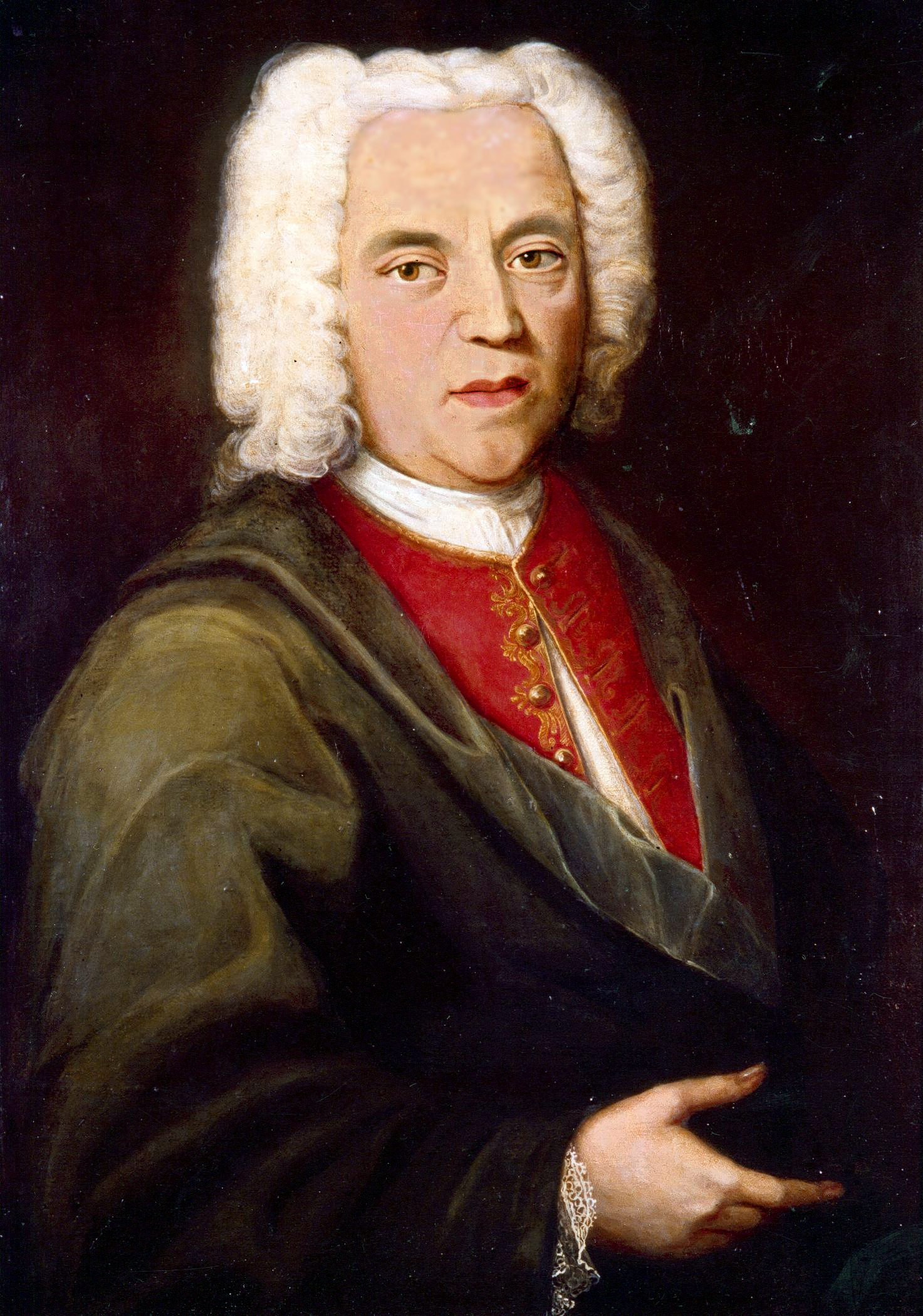
Giovanni Maria Farina

Le origini di Casa Farina risalgono al primo decennio del XVIII secolo. Il 24 luglio 1709 Giovanni Battista Farina si registrò presso il comune della città di Colonia come cittadino straniero, questo piccolo diritto di cittadinanza era la premessa necessaria per poter diventare commerciante indipendente nella città di Colonia.
Il 1º agosto 1709, Giovanni Battista Farina (II) affittò, grazie al sostegno economico dello zio, membro del consiglio di Maastricht, e alla collaborazione del fratello Giovanni Maria Farina, un edificio con dodici stanze nella centralissima via Unter Goldschmidt a Colonia.
Lì, insieme al cognato Francesco Baldassarre Borgnis, Giovanni Battista Farina fondò l'azienda Farina & Compagnie che venne rinominata Fratelli Farina & Comp., prima nel 1714 con l'aggiunta del fratello Giovanni Maria Farina (I), e poi con quella di Carlo Geronimo Farina nel 1716.
I Farina conducevano l'azienda fra commercio al dettaglio e vendita diretta di articoli di lusso: sete, nastri dorati ed argentati, passamanerie, calze di seta e fazzoletti, scatole porta tabacco, cera per sigilli, piume, parrucche, cipria e simili e si occupavano di una nicchia di mercato tipica dei commercianti italiani in Germania. Questi ultimi infatti si occupavano di beni di lusso già dal Medioevo.

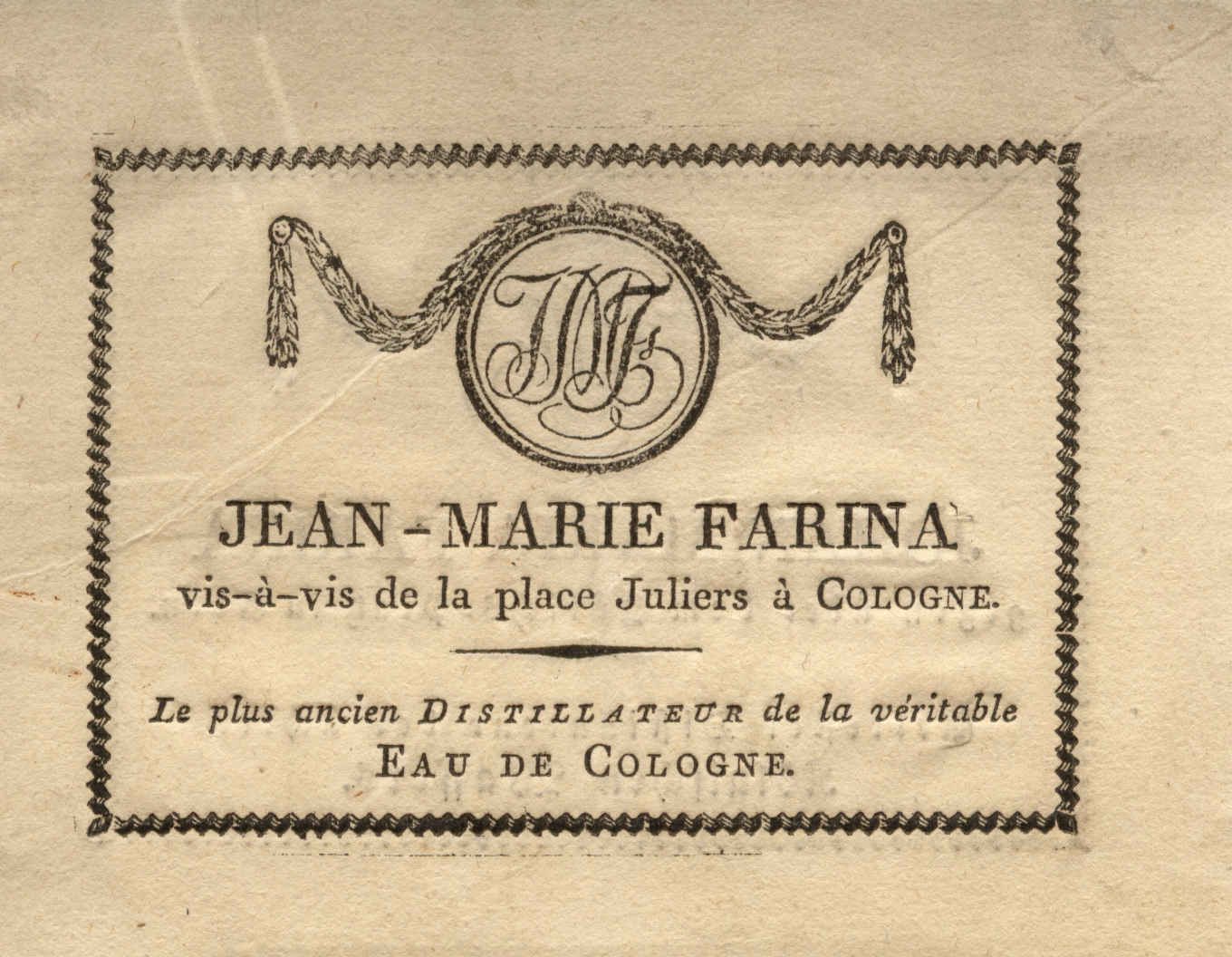
Biglietto da visita di Maria Farina

#### Le origini di Giovanni Maria Farina di fronte alla piazza di Jülich
Dopo che l'azienda Farina & Comp. ebbe ripetutamente problemi economici nel 1716, Francesco Baldassarre Borgnis e Carlo Geronimo Farina abbandonarono gli affari. Così Giovanni Battista (II) e Giovanni Maria Farina (I) subentrarono nella direzione dell'azienda denominandola Fratelli Farina o les frères Farina.
Nel 1718 i fratelli Farina vennero ad un accomodamento con i loro creditori. Negli anni successivi si concentrarono sul commercio su commissione e di spedizione, tuttavia non si verificarono sviluppi significativi a livello economico.
Giovanni Battista Farina (II) morì il 24 aprile 1732. Nei mesi seguenti Giovanni Maria Farina fece l'inventario e cambiò nuovamente nome all'azienda la quale, a partire dal 1733, venne chiamata con il nome che ancora oggi possiede: Giovanni Maria Farina.
(Giovanni Maria Farina scrisse in una lettera al Ferrari di Antwerpen, 1733)
La situazione economica dell'azienda parve migliorare subito dopo questo passaggio di proprietà. Giovanni Maria Farina (I) scrisse in una lettera del 31 maggio 1733 al cugino Francesco Barbieri di Santa Maria Maggiore:
(Giovanni Maria Farina)
Già due anni dopo il passaggio dell'azienda nelle sue mani, Giovanni Maria Farina (I) richiede il diritto di cittadinanza superiore al comune della città di Colonia. Il registro di accettazione dei nuovi cittadini presente all'epoca riporta che il negozio di Farina si era trasferito nel frattempo in via Ecke Obenmarspforten / Gülichsplatz, dove ha sede ancora oggi.
Fra il 1730 e 1740, l'azienda conobbe un grandioso periodo di rilancio, dovuto soprattutto al commercio di spedizione diretto da Farina, mentre la vendita dell'Acqua di Colonia rimase ancora temporaneamente in secondo piano. È nel 1760 che finalmente il profumo diventerà protagonista degli affari più importanti della famiglia Farina.

#### Eau admirable
Lo storico flacone dell'Eau de Cologne dell'azienda Giovanni Maria Farina. Sullo sfondo un foglio con le istruzioni per l'uso in francese. Questo foglio accompagnava le consegne del prodotto ed è datato 1º gennaio 1811. Il recipiente è un rosolio una bottiglia verde e stretta chiusa con un tappo di sughero. Fino al 1832 l'Eau de Cologne di Casa Farina venne venduta esclusivamente in questi flaconi.
Già prima della sua riuscitissima partecipazione alla direzione dell'azienda Farina & Compagnie, nel 1714, Giovanni Maria Farina (I) aveva prodotto un'acqua profumata chiamata Eau admirable.
Lo storico Wilhelm Mönckmeier ritiene che la ricetta e la fabbricazione dell'Eau de Cologne sia un'invenzione di Giovanni Maria Farina e del suo socio d'affari, mentre il termine Eau admirable (dal latino Aqua (ad) mirabilis) servisse come denominazione generica per diverse „acque miracolose“, prodotte grazie all'aiuto del processo di distillazione.
Farina si servì di un nuovo processo di produzione nel quale venne creata una miscela di oli eterici uniti ad un'alta percentuale d'alcol etilico.
L'utilizzo di materie profumate sciolte in una soluzione alcolica era all'epoca un'innovazione importata in Germania dalle famiglie italiane, come quella dei Farina.
Un'ulteriore novità era sicuramente il profumo in sé: la sua freschezza e leggerezza si distingueva in modo eclatante dalle altre essenze pesanti e soffocanti spesso usate all'epoca, come ad esempio cannella, legno di sandalo o muschio. Giovanni Maria Farina (I) scrisse nel 1708 al fratello Giovanni Battista (II):
(Giovanni Maria Farina)
Per la nota di testa del bergamotto, si coglievano i frutti ancora acerbi e dalle loro bucce veniva estratta l'essenza profumata. Una particolare difficoltà nella produzione del profumo che emergeva di raccolto in raccolto, era che quest'ultimo, esattamente come nel caso del vino, dipendeva strettamente dalle condizioni climatiche. Per questo le note profumate cambiavano sempre leggermente dal profumo originario.
Era dunque compito del profumiere accettare la sfida che gli proponeva la natura e, per mezzo della mescolanza di essenze differenti, creare la stessa composizione dettata dalla ricetta originaria.
Per poter garantire la riproduzione esatta del profumo, Farina si serviva di campioni di essenze, alcune delle quali sono oggi conservate nella stanza delle essenze del Museo del Profumo a Colonia (Casa Farina).

#### Eau de Cologneconquista il mercato europeo
All'inizio il commercio dell´Eau Admirable di Giovanni Maria Farina (I) si riduceva alla vendita all´interno del negozio di Colonia ed a quella nelle fiere di Francoforte sul Meno.
Per la prima volta, nel 1716, è possibile rintracciare nei registri della corrispondenza aziendale una spedizione della merce verso una città esterna: Farina spedì dodici bottiglie ad una certa Madame Billy ad Aquisgrana. Nel 1720 la spedizione di profumo rimaneva piuttosto ridotta a livello quantitativo, tuttavia allargò i propri orizzonti in quanto si espanse e raggiunse Parigi, città nella quale Farina spedì le prime 24 bottiglie nel novembre del 1721. Nel 1730 la clientela si allargò.

Lo storico Mönckemeier ha registrato una spedizione di circa 3700 bottiglie a 39 indirizzi differenti fra gli anni 1730 e 1739.
Farina stesso cita ulteriori spedizioni verso Francia, Spagna, Portogallo, Inghilterra, Paesi Bassi, Germania ed Italia in una lettera del 9 agosto 1737. Era soprattutto la nobiltà ad accrescere sempre più il prestigio dell´Eau admirable. In una lettera datata 31 agosto 1734, Farina rende partecipe il commerciante berlinese Fromerey della sua consegna presso il re prussiano Federico Guglielmo I. Gli ufficiali dell´armata francese che, alla fine della guerra per la conquista del trono polacco, tornavano dalla Renania nella loro patria, crearono un mercato per la vendita del profumo in Francia.
A quest´epoca risale la dicitura Eau de Cologne, la quale compare per la prima volta nei documenti dell´azienda grazie ad una lettera di Farina al barone Von Laxfeld di Münster, datata 22 giugno 1742:
(Giovanni Maria Farina)
Nel 1740 il volume d´affari aumentò in modo repentino. Regolarmente venivano effettuate spedizioni verso Rouen, Parigi, Strasburgo, Magdeburgo, Treviri, Wesel, Kleve, Lione e Vienna. Ulteriori spedizioni venivano inviate da Farina ad Amsterdam, L'Aia, Liegi, Lilla, Aquisgrana, Düsseldorf, Bonn, Braunschweig, Francoforte sul Meno, Lipsia, Stoccarda,
Bamberga, Magonza e Coblenza.
In una lettera, datata 9 aprile 1747, Farina affermava che l´ Eau de Cologne era conosciuta in tutt´Europa. Un´ulteriore, consistente miglioramento del commercio di Eau de Cologne si ottenne durante la Guerra dei sette anni. Farina riforniva gli ufficiali di entrambe le truppe francesi sul Reno le quali, nel frattempo, vedevano ormai il profumo come un bene indispensabile all´interno del loro equipaggiamento, esattamente come le parrucche, la cipria ed altri beni di lusso.
Gli ufficiali francesi, a loro volta, inviavano l´Eau de Cologne alle loro mogli, agli amici o alle promesse spose rimaste in patria. Il numero dei clienti francesi era così elevato da far pensare allo storico Mönckmeier che il commercio dell´Eau de Cologne di Farina potesse essere denominato quasi esclusivamente commercio esclusivamente francese durante gli anni ´50 e ´60 del XVIII secolo.
Per quanto riguarda la portata di questo commercio, Mönckmeier conta, fra il 1750 ed il 1759, l'invio di 12.371 bottiglie e negli ultimi 7 anni di vita di Giovanni Maria Farina (I), si erano raggiunte le 27.393 bottiglie. Alla morte di Farina (1766) il commercio dell´Eau de Cologne era quasi diventato l'attività principale della sua azienda.

#### Confezionamento, sigillo originale e pubblicità
Durante il XVIII secolo ogni bottiglia di profumo venne contrassegnata dallo stemma rosso della famiglia per provare l'autenticità del prodotto.
Giovanni Maria Farina faceva confezionare la sua Eau de Cologne in lunghe bottiglie verdi, dette rosolie.
Le rosolie messe in vendita sul mercato contenevano 8 o 4 once di profumo.
Nel 1760 vennero prodotte anche le bottiglie da quarto, cioè da due once. Il formato preferito sul mercato era comunque la bottiglia mezzana, venduta da Farina a 6 talleri o 9 fiorini la dozzina.
All'inizio il profumo veniva venduto a bottiglie singole, più avanti Farina avrebbe provveduto all´invio di cassette di profumo contenenti 4, 6, 8, 12 o 18 bottiglie. L'autenticità della merce veniva testimoniata dallo stemma familiare apposto sul sigillo rosso.
Oltre a ciò ogni spedizione veniva accompagnata da una stampa delle istruzioni per l'uso sotto forma di un biglietto firmato direttamente dal produttore.
Su queste istruzioni per l'uso di legge che l'Acqua di Colonia non serviva solo per la profumazione esterna del corpo, bensì poteva essere utilizzata anche per l'igiene orale, l'annullamento dell'alitosi e la cura ideale contro molte altre malattie contagiose.
Nell'agosto 1785 Madame Duplessis da Nogent fece recapitare un messaggio a Farina a Colonia con il quale gli chiedeva se l´Eau de Cologne avrebbe potuto curare la paralisi del marito. Giovanni Maria Farina (III) le rispose di bagnare delle tele di lino nel profumo e di sfregarle sulle parti doloranti del corpo. Inoltre, per tre volte alla settimana, poteva aggiungervi 50 gocce d´acqua di fonte. Concluse la sua lettera affermando: perlomeno così facendo non correte il rischio di provocargli alcuna lesione.
Solo nel 1811 scomparve dalle istruzioni per l'uso l'avvertenza riguardante le proprietà medicinali del prodotto. I biglietti vennero comunque conservati a scopo pubblicitario. La firma autentica del produttore venne sostituita nel 1803 da un'altra firma, creata per mezzo di un timbro, in modo tale da far sì che ogni singola bottiglia potesse essere provvista di biglietto.

### L'azienda guidata da Johann Maria Farina (III), 1766–1792
Dopo la morte di Giovanni Maria Farina (I) nel 1766, fu il nipote Giovanni Maria Farina (III) a condurre gli affari dell´azienda familiare. Lo zio lo aveva preso con sé ed ospitato nella propria casa nel 1733 fino a quando i due non litigarono e Giovanni Maria Farina (III) prese servizio sotto le armi dell'Olanda. Intorno al 1747 Farina tornò a Colonia e lavorò inizialmente come dipendente presso suo zio. Nel 1749 però aprì un proprio negozio ed una fabbrica di cioccolato. Nel frattempo vendeva l´ Eau de Cologne dello zio a Düsseldorf dove il fratello di quest'ultimo, Carlo Geronimo Farina, si era trasferito nel 1747 dopo aver cessato il commercio all´interno dell´azienda Gebrüder Farina & Comp.
Mönckmeier ritiene che già ai tempi di Giovanni Maria Farina (I), il nipote Giovanni Maria Farina (III) sarebbe divenuto il futuro erede del segreto della fabbricazione dell´Eau de Cologne.
Siccome Giovanni Maria Farina (III) non sarebbe riuscito ad amministrare efficacemente la fabbricazione dell´Eau de Cologne, gli affari del suo negozio, delle commissioni, l'azienda delle spedizioni e la fabbrica di cioccolato senza un aiuto esterno, in particolare dopo la morte dello zio, nominò Carlo Antonio Zanoli, un dipendente dello zio, socio in affari.
Zanoli, il quale lavorava per i Farina dal 1747, mise a disposizione la sua esperienza nel campo del commercio delle spedizioni e delle commissioni, ma non venne reso partecipe dei segreti della fabbricazione dell´Eau de Cologne. Zanoli fu reso partecipe dei guadagni, anche se l'accordo durato 6 anni, stipulato fra lui e Farina, rimase segreto.
In tutta la successiva storia dell´azienda non è mai più capitato che si entrasse in società con membri estranei alla cerchia familiare. Mönckmeier tuttavia, non considera questo fatto come evento di vitale importanza per lo sviluppo dell´azienda.
Dopo la separazione di Zanoli dall´azienda, Giovanni Maria Farina (III) si dedicò sempre più al commercio dell´Eau de Cologne.
L'estensione geografica della vendita di Farina si estendeva in tutta Europa, ad eccezione di Italia, Spagna e Portogallo, sebbene la Francia fosse sempre al primo posto.
Il modo in cui i destinatari delle spedizioni di Eau de Cologne si moltiplicassero non viene descritto dalle fonti ancora oggi consultabili, si può però ipotizzare che il profumo raggiungesse ulteriori circoli di clientela grazie soprattutto alle grandi case di commissione presenti nelle città portuali.
La prima spedizione diretta dell´Eau de Cologne nelle Indie risale al 1776. Verso la fine del 1780, Farina decise di cessare le rimanenti aziende di spedizione e commissione per dare la priorità al commercio dell´Eau de Cologne ed alla fabbrica di cioccolato.
Alla sua morte, avvenuta il 30 giugno 1792, Giovanni Maria Farina (III) non aveva ancora preso una decisione per quanto riguardava la conduzione dell´azienda di famiglia. Siccome gli affari finirono nelle mani di sua moglie e dei suoi figli, finì l'epoca in cui era un singolo ad amministrare le potenzialità dell´azienda.

### Sviluppi apportati da Johann Baptist Farina e Carl Anton Hieronymus Farina (VI), 1792–1841
A fianco si trova una lettera di Goethe del 9 maggio 1802 al pittore Hoffmann di Colonia:
(Goethe)
Il 22 maggio 1802 Hoffmann inviò a Weimar l'Acqua di Colonia comprata da Farina.

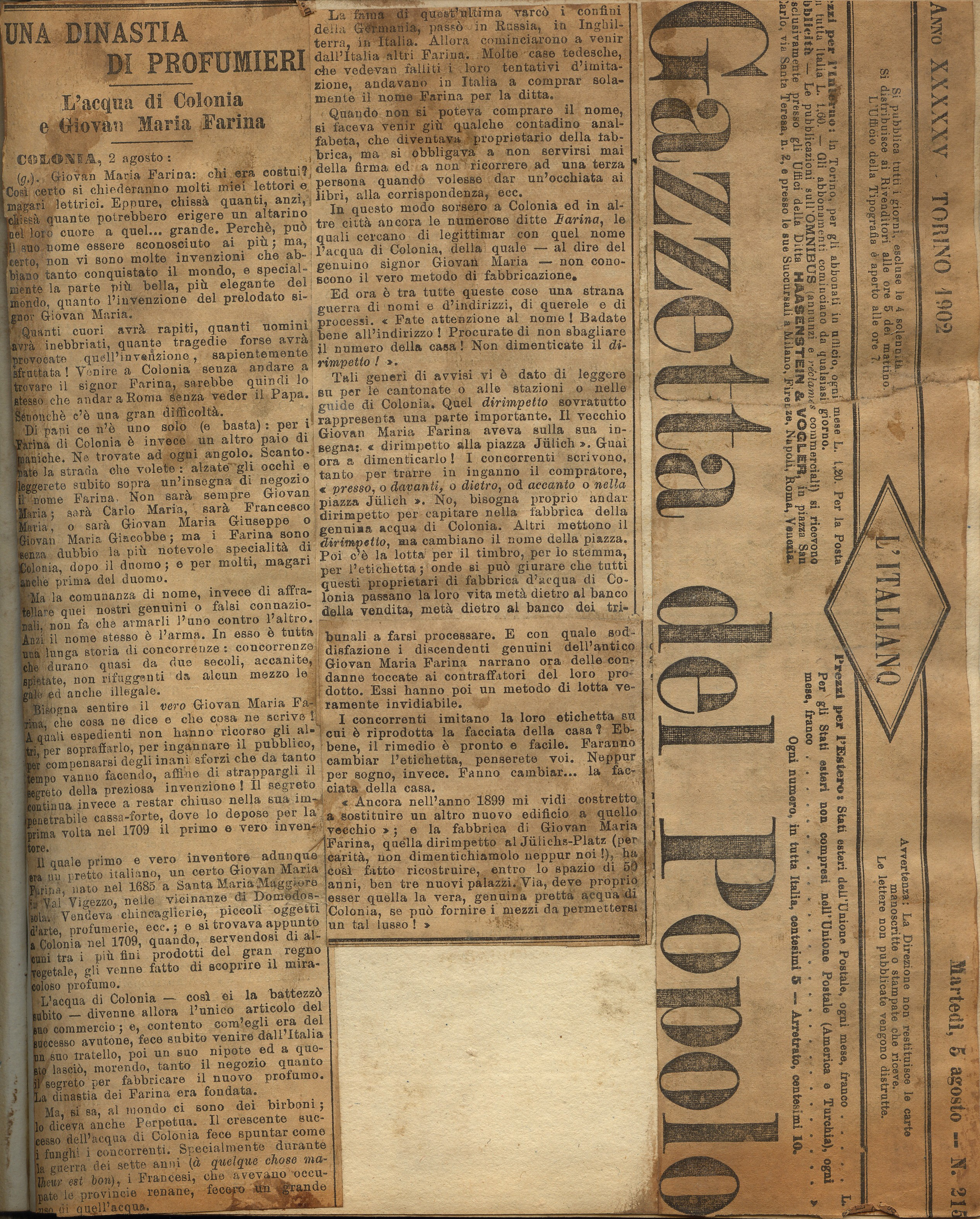
Gazzetta del Popolo 05.08.1902

L'azienda viene eletta nel 1872 fornitrice ufficiale di Eau de Cologne presso le maggiori corti europee.

## Clienti famosi

### Reali e aristocratici
- Federico Guglielmo I di Prussia (1734)
- Clemente Augusto di Baviera (1736)
- Carlo VI d'Asburgo (1738)
- Maria Teresa d'Austria (1740)
- Luigi XV di Francia (1745)
- Federico II di Prussia (1745)
- Ferdinando VI di Spagna (1758)
- Stanislao II di Polonia (1791)
- Luisa di Meclemburgo-Strelitz (1797)
- Gustavo IV Adolfo di Svezia (1800)
- Napoleone Bonaparte (1804)
- Antonio Vittorio d'Asburgo-Lorena (1806)
- Maria Carolina d'Austria (1809)
- Paolina Bonaparte (1810)
- Letizia Bonaparte (1810)
- Girolamo Bonaparte (1810)
- Maria Luisa d'Asburgo-Lorena (1811)
- Francesco II d'Asburgo-Lorena (1811)
- Hermann von Pückler-Muskau (1811)
- Alessandro I di Russia (1815)
- Klemens von Metternich (1815)
- Pedro I del Brasile (1822)
- Guglielmo IV del Regno Unito (1830)
- Vittoria del Regno Unito (1837)
- Federico Guglielmo IV di Prussia (1841)
- Nicola I di Russia (1843)
- Leopoldo II di Lippe (1843)
- Enrico di Anhalt-Köthen (1845)
- Ernesto Augusto I di Hannover (1846)
- Adolfo di Lussemburgo (1846)
- Cristiano VIII di Danimarca (1847)
- Bernardo III di Sassonia-Meiningen (1848)
- Federico Augusto II di Sassonia (1850)
- Federico VII di Danimarca (1850)
- Alessandro II di Russia (1855)
- Giovanni di Sassonia (1855)
- Giorgio di Meclemburgo-Strelitz (1859)
- Guglielmo I di Germania (1861)
- Federico Guglielmo di Meclemburgo-Strelitz (1862)
- Luigi I del Portogallo (1866)
- Luigi III d'Assia (1866)
- Napoleone III di Francia (1868)
- Carlo I di Württemberg (1868)
- Alessandra di Danimarca (1870)
- Ludovico II di Baviera (1872)
- Elisabetta di Baviera (1872)
- Leopoldo II del Belgio (1873)
- Alberto di Sassonia (1873)
- Oscar II di Svezia (1874)
- Vittoria, principessa reale (1874)
- Vittorio Emanuele II di Savoia (1876)
- Cristiano IX di Danimarca (1877)
- Umberto I di Savoia (1878)
- Luigi IV d'Assia (1879)
- Guglielmo III dei Paesi Bassi (1880)
- Carol I di Romania (1881)
- Federico Francesco II di Meclemburgo-Schwerin (1882)
- Federico III di Germania (1888)
- Guglielmo II di Germania (1888)
- Ottone di Baviera (1894)
- Edoardo VII del Regno Unito (1901)
- Giorgio V del Regno Unito (1910)
- Gustavo V di Svezia (1927)
- Soraya Esfandiary Bakhtiari (1951)
- Diana, Principessa di Galles (1987)

### Altri
- Voltaire (1745)
- Wolfgang Amadeus Mozart (1782)
- Johann Wolfgang von Goethe (1802)
- Ludwig van Beethoven (1807)
- Friedrich Schiller (1814)
- Alexander von Humboldt (1815)
- Heinrich Heine (1824)
- Benjamin Disraeli (1868)
- Mark Twain (1877)
- Mori Ōgai (1888)
- Oscar Wilde (1889)
- Thomas Mann (1921)
- Franz Lehár (1925)
- Konrad Adenauer (1928)
- Marlene Dietrich (1935)
- Heinz Rühmann (1939)
- Indira Gandhi (1959)
- Romy Schneider (1959)
- Françoise Sagan (1964)
- Hildegard Knef (1970)

## Altre immagini

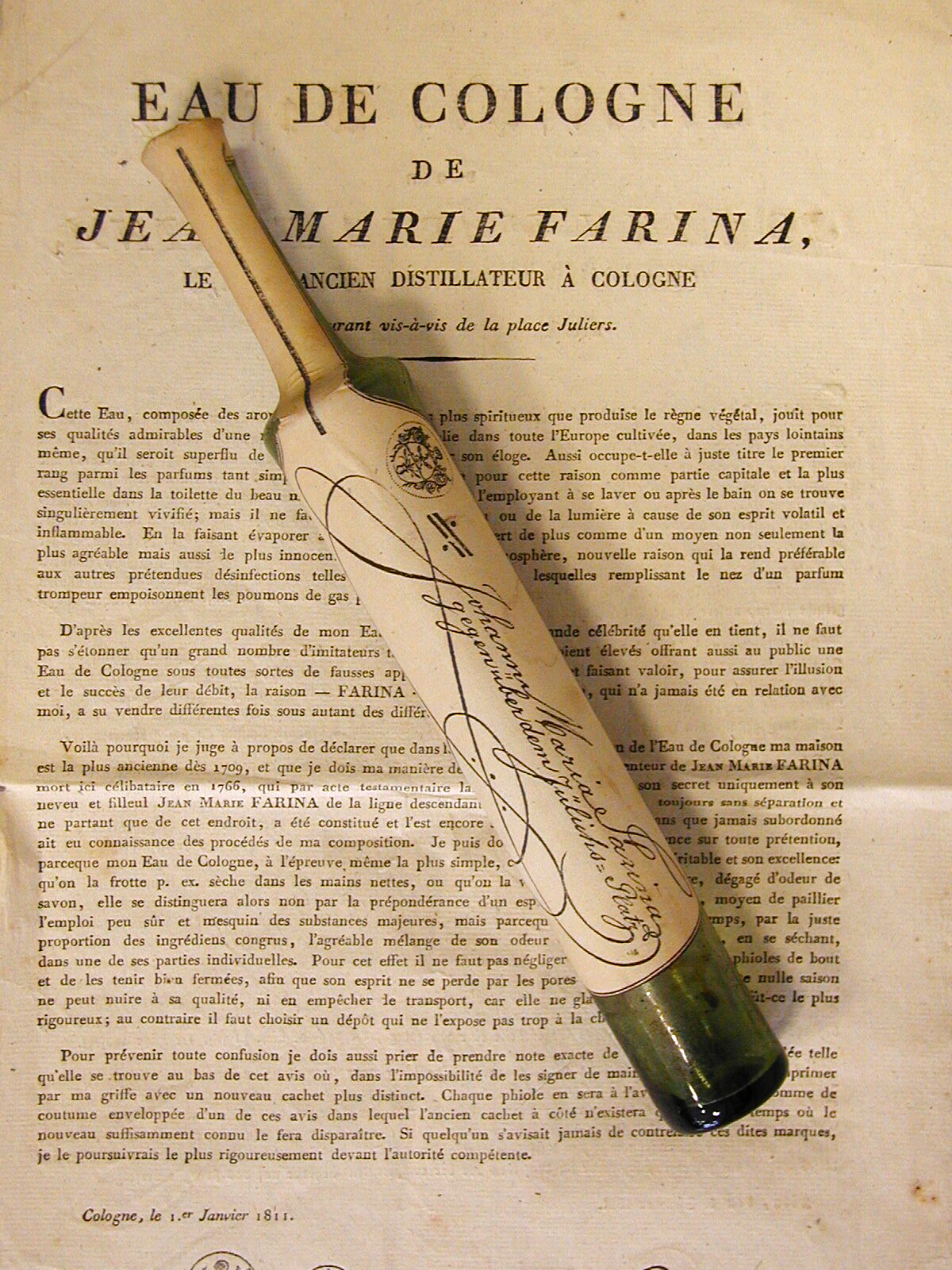
Lo storico flacone dell'epoca de l'Eau de Cologne
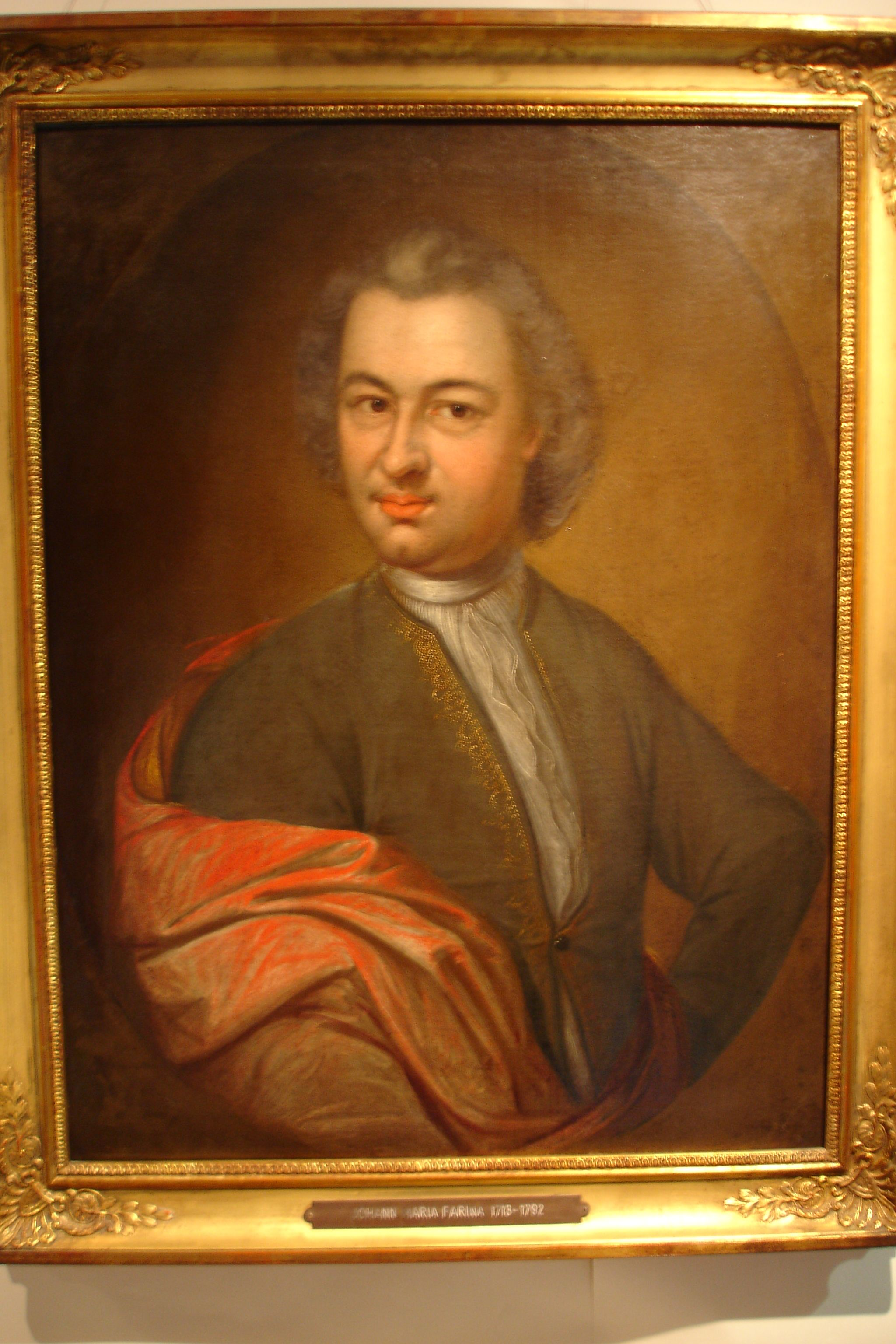
Johann Maria Farina III. (1713-1792)
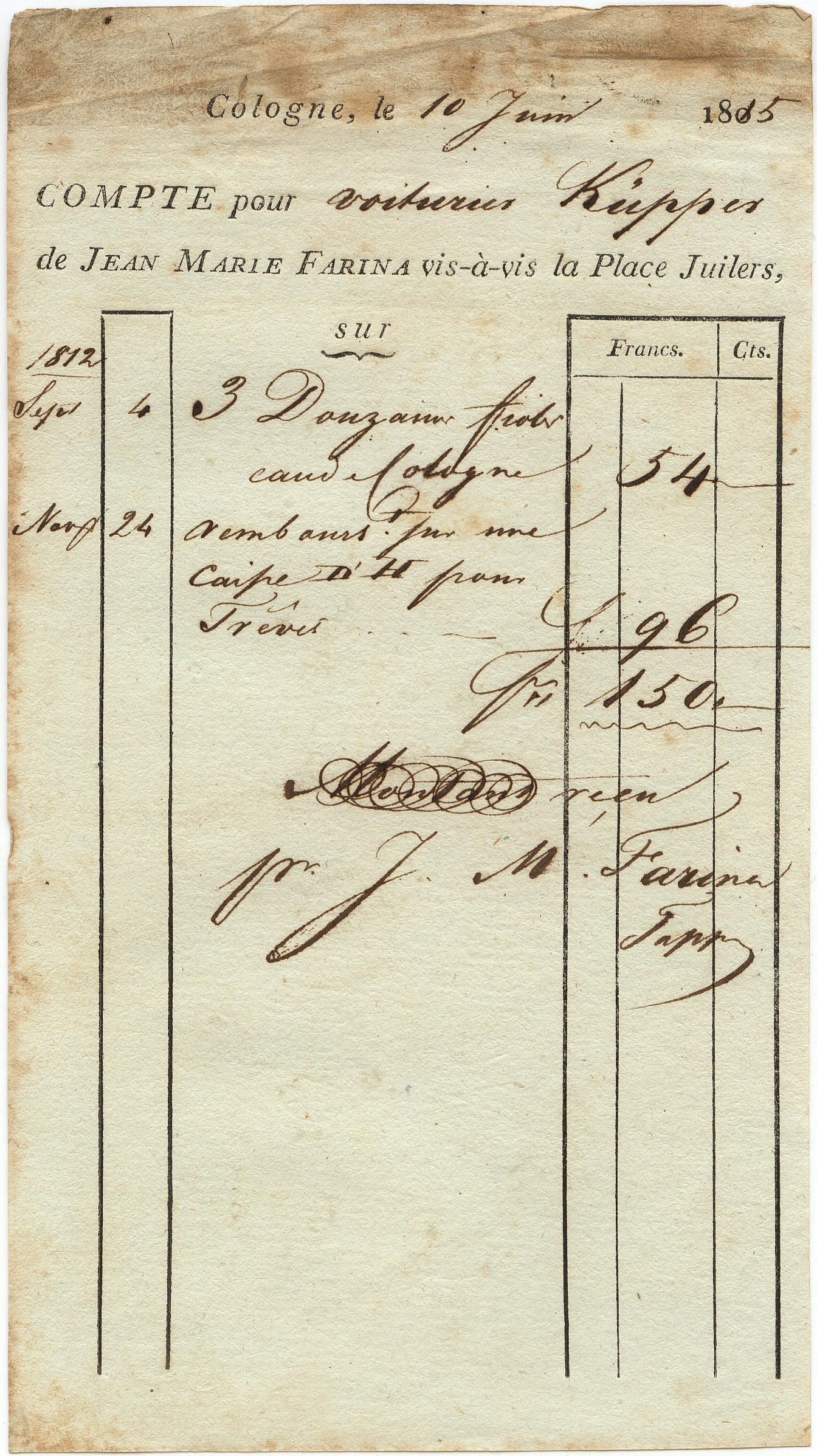
Ricevuta del 10 giugno 1815
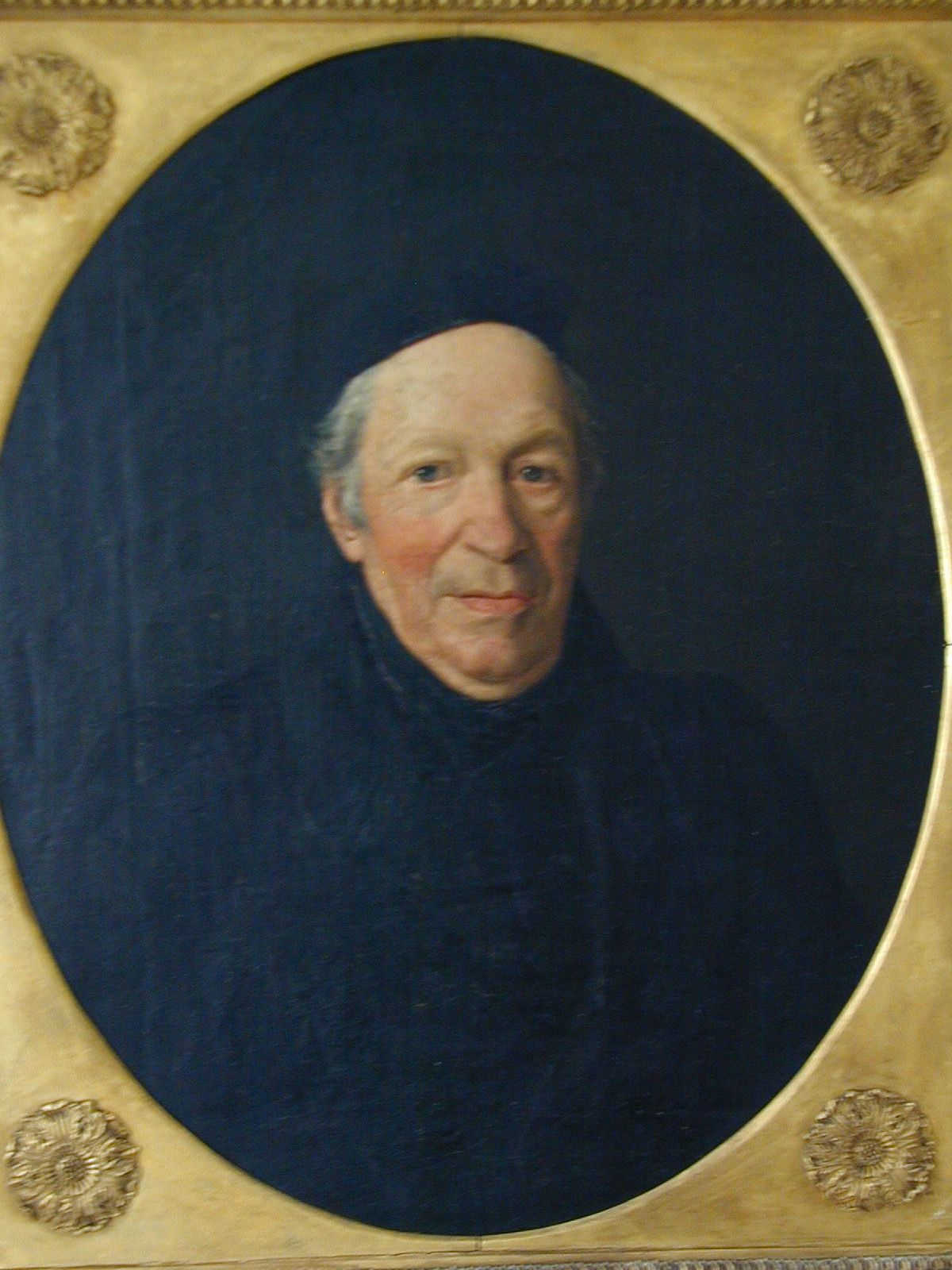
Johann Baptist Farina IV 1758-1844, (Opera di Simon Meister 1836
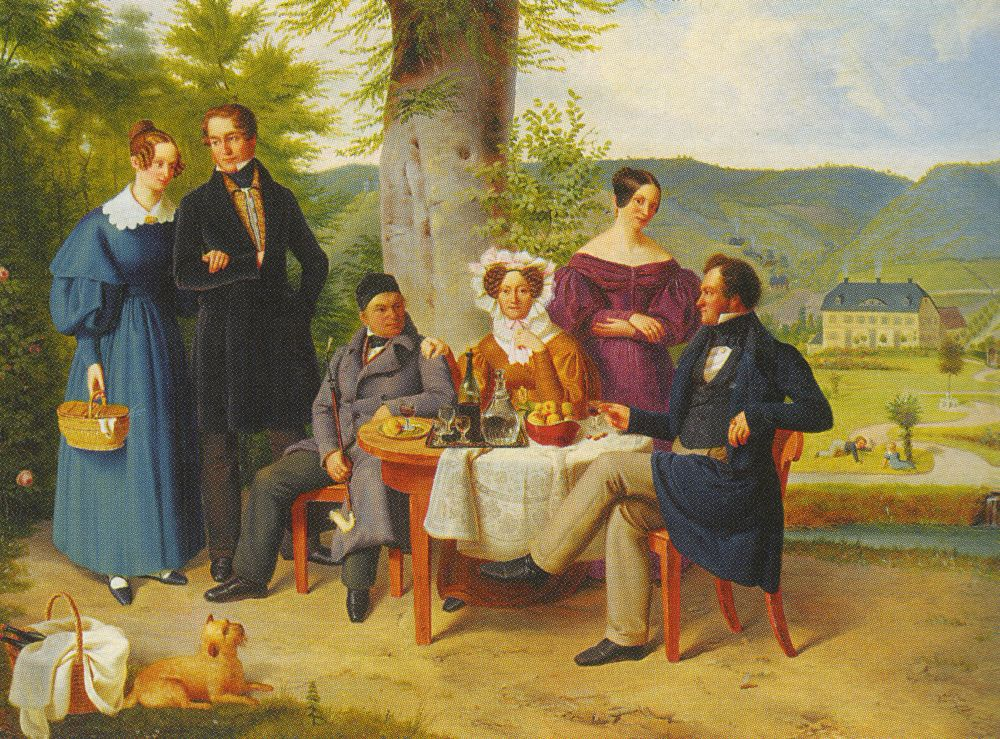
Carl Anton Hieronymus Farina VI 1770-1850, Johann Maria Farina VIII 1809-1880, (opera di Heinrich Franz Gaudenz von Rustige 1837)
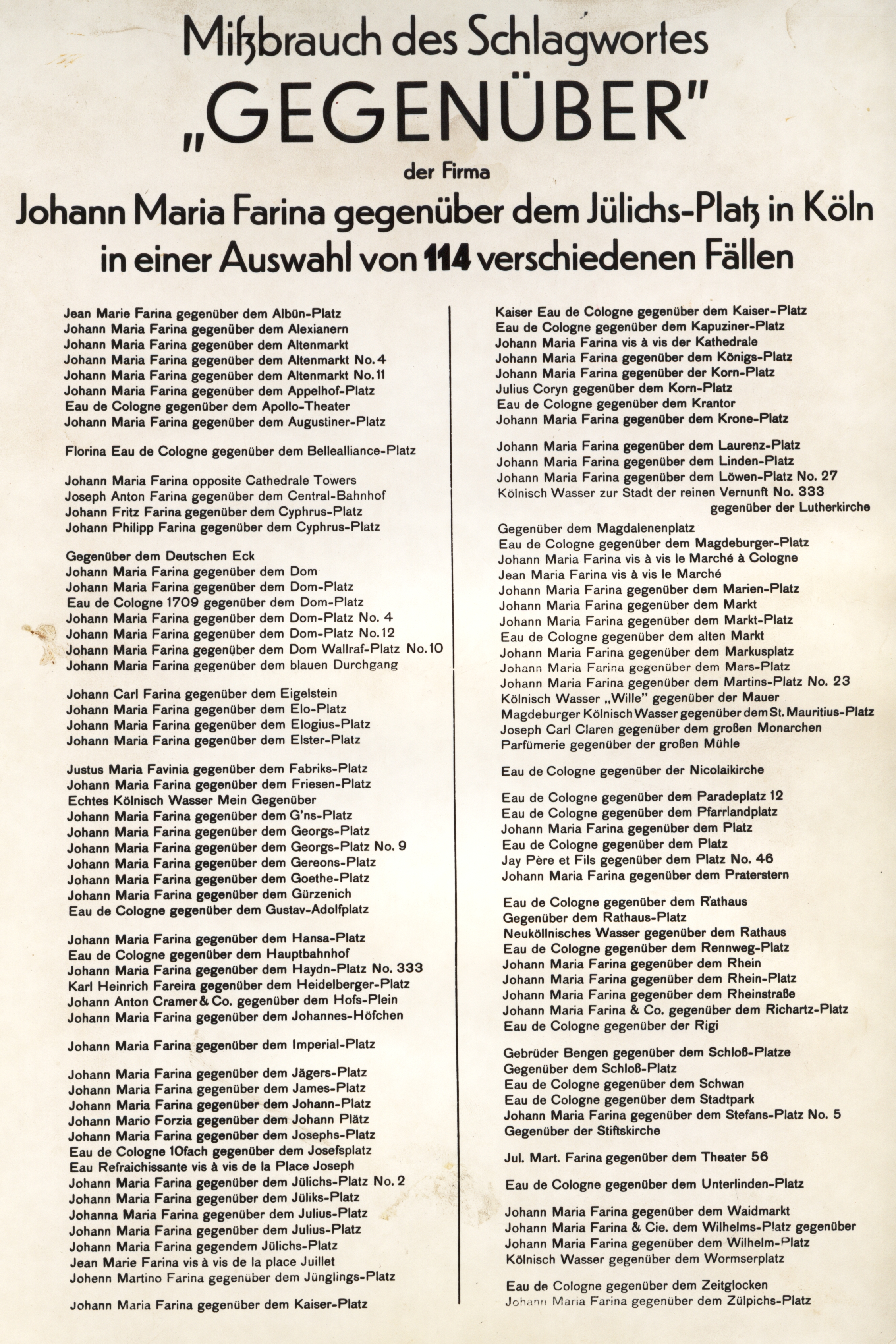
114 copie del profumo dell´anno 1925
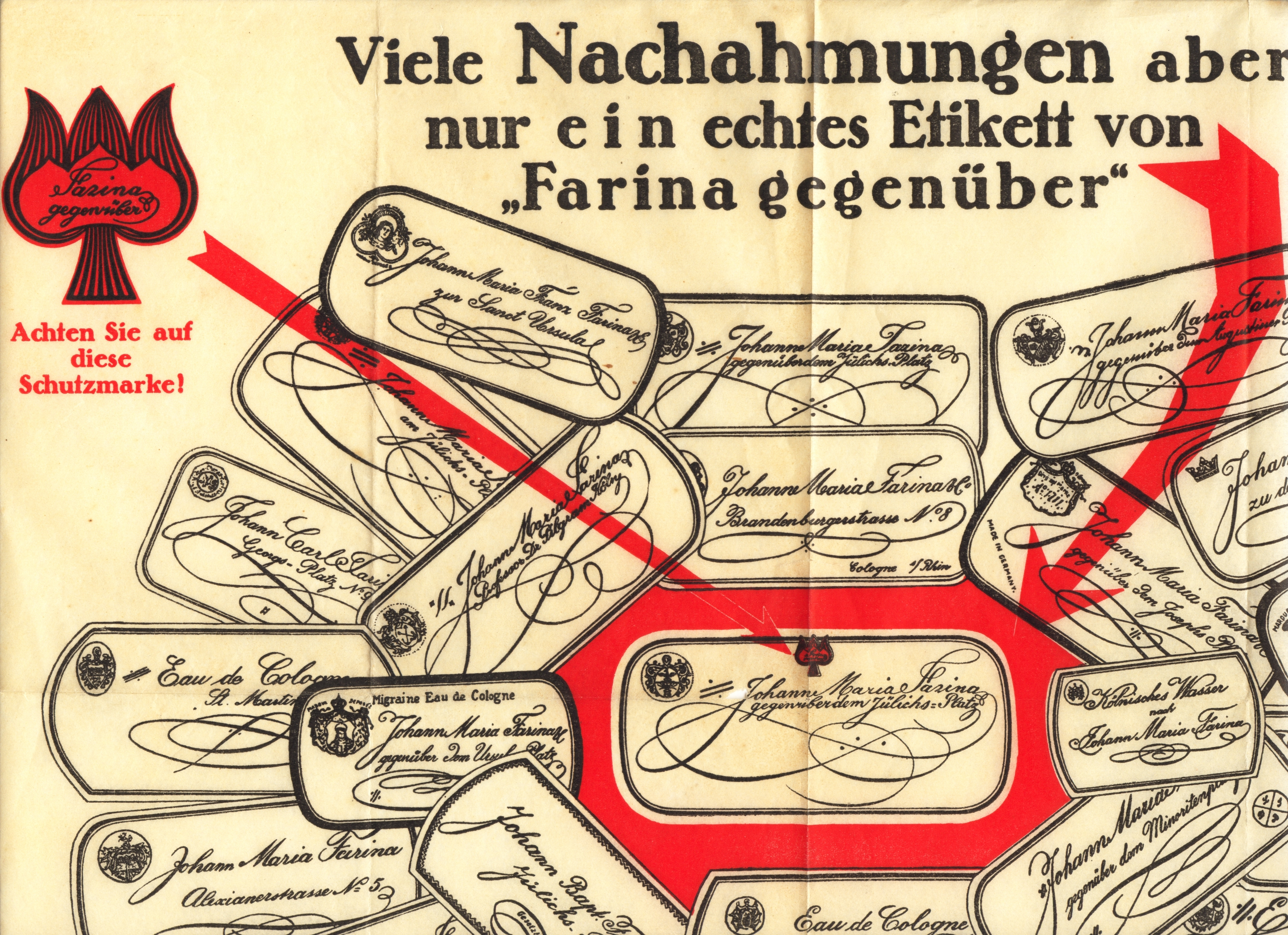
Etichette false di copie del profumo di Farina dell´anno 1926
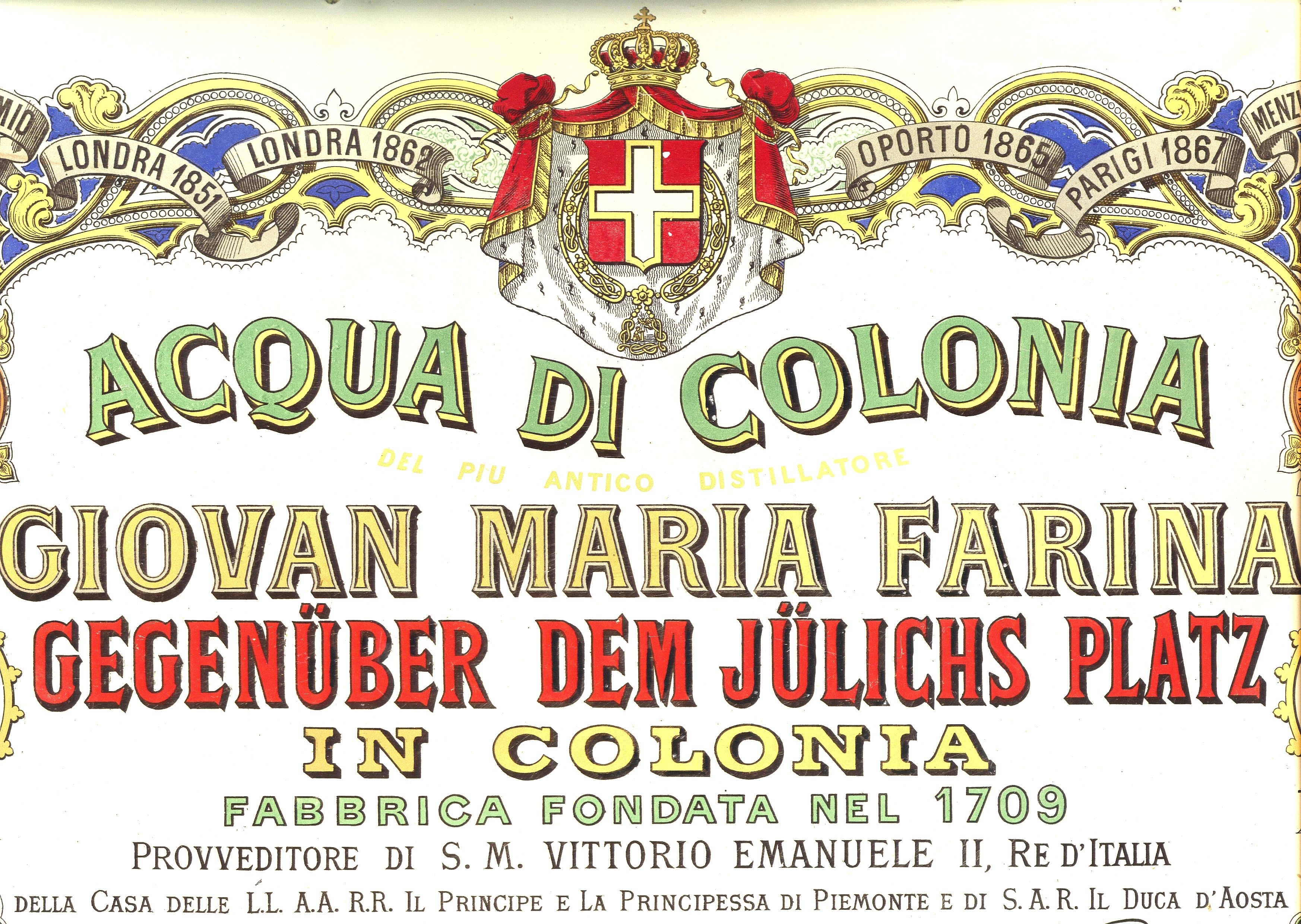
Del pui antico distillatore